# Serenissimi

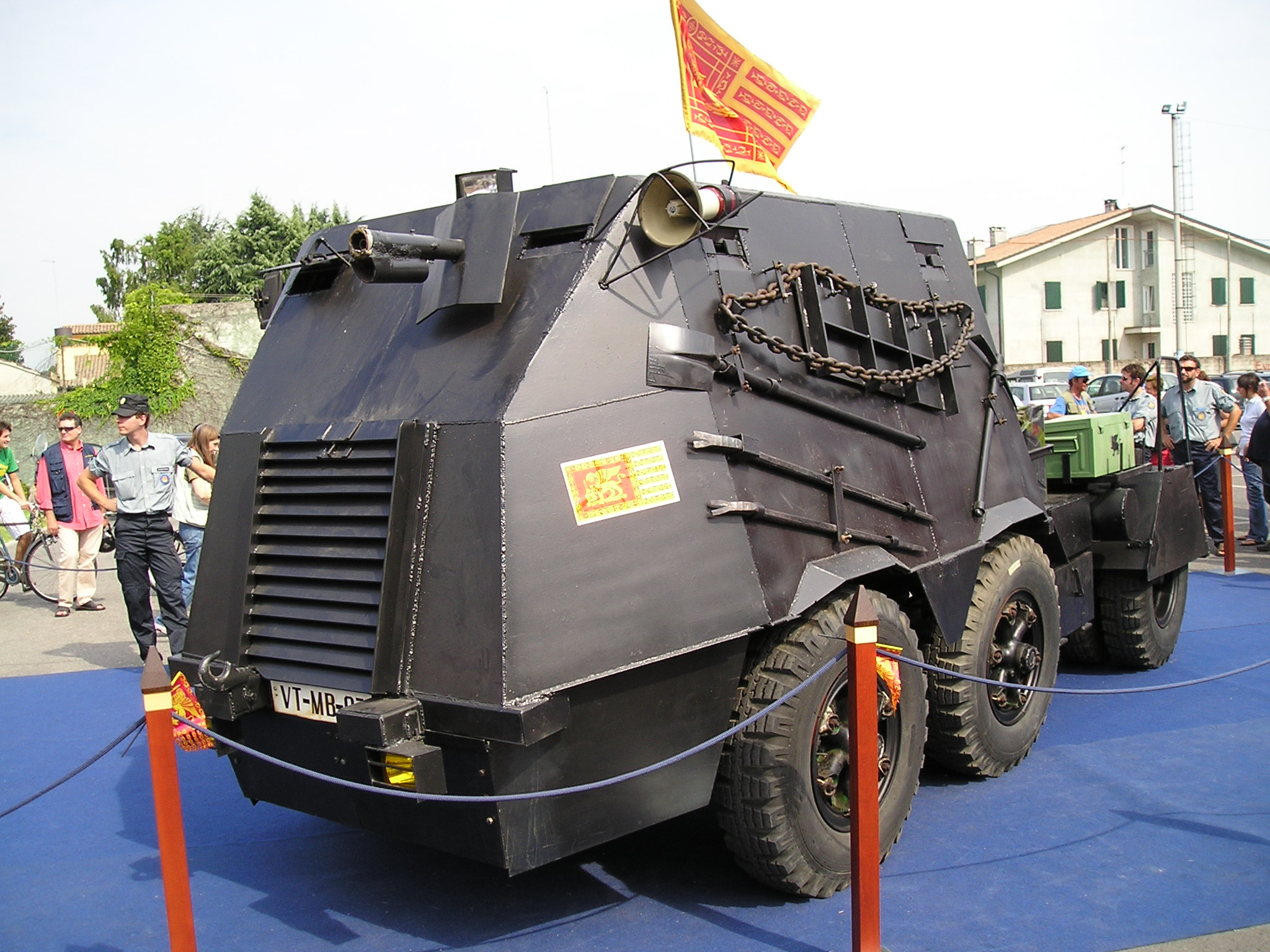
Il cosiddetto "Tanko" usato dai Serenissimi per l'assalto al campanile di San Marco, in mostra alla Festa dei Veneti a Cittadella il 3 settembre 2006.

Serenissimi è il nome che fu dato dai mass media a un gruppo di persone, operanti sotto le denominazioni Veneto Serenissimo Governo e Veneta Serenissima Armata, che alla metà degli anni 1990 si rese responsabile di gesti dimostrativi volti a portare avanti la causa di autodeterminazione del popolo veneto e della regione del Veneto.
Gli aderenti a tali sigle dichiaravano di richiamarsi alla disciolta Repubblica di Venezia: a supporto delle loro rivendicazioni professavano l'illegittimità (e quindi l'invalidità) sia dello scioglimento dello Stato veneziano (avvenuto il 12 maggio 1797 a seguito dell'invasione napoleonica) sia il plebiscito del Veneto del 1866 che ratificò l'annessione della regione al Regno d'Italia. Da ciò, a loro avviso, derivava la fondatezza delle istanze indipendentistiche per il Veneto.
L'azione più eclatante compiuta dal gruppo fu l'occupazione a mano armata di piazza San Marco e del campanile della basilica, nella notte fra l'8 ed il 9 maggio 1997.

## Storia

### Genesi del gruppo
Nei primi anni 1980 Luigi Faccia e Flavio Contin, entrambi militanti della Liga Veneta, iniziarono ad accusare il partito di eccessiva moderazione, contestando in particolare l'insufficiente (a loro avviso) impegno sui temi dell'autodeterminazione del Veneto. La critica dei due si inasprì col passare del tempo, portando infine alla loro fuoriuscita dalle file leghiste: il 25 gennaio 1987 essi annunciarono la fondazione del Veneto Serenissimo Governo (talora siglato VSG). Nel 1992 si unirono al gruppo anche Fausto Faccia, fratello di Luigi, e Giuseppe "Bepin" Segato, cui venne conferita la carica di "ambasciatore".
Il gruppo si diede subito alle attività di propaganda, essenzialmente mediante incontri pubblici, volantinaggi, graffiti e affissioni abusive; nel mentre alcuni attivisti iniziarono la costruzione di due "blindati" (di fatto autocarri artigianalmente camuffati da mezzi militari) da utilizzarsi per un'ipotetica azione di forza contro lo Stato italiano. Di quei due mezzi ne venne effettivamente completato solo uno, il cosiddetto "Tanko Marcantonio Bragadin 007" (così chiamato in onore di un illustre patrizio veneziano, rettore della piazzaforte di Famagosta durante l'assedio del 1570-1571).
Poco prima che il 15 settembre 1996 la Lega Nord dichiarasse simbolicamente l’indipendenza della Padania in quel di Venezia, il VSG decise di procedere in analoga direzione: il 24 agosto 1996 nel cosiddetto "secondo congresso" del gruppo venne presentata la "dichiarazione d'indipendenza del Veneto" (del tutto priva di alcuna efficacia giuridica); nell'occasione venne altresì deliberata la necessità di procedere ad azioni dimostrative sempre più eclatante, onde "accendere i riflettori" sulla causa secessionista.

### Trasmissioni radiotelevisive pirata

Bandiera della Repubblica di Venezia.

Sempre nel 1996 il gruppo decise di tentare di divulgare i propri comunicati (inclusa la summenzionata "dichiarazione") anche via etere mediante trasmissioni pirata. Alcuni automezzi (tra cui un fuoristrada Land Rover e un camper) vennero adattati a stazioni trasmittenti mobili, in modo tale da poter spostare le apparecchiature con facilità e ridurre il rischio di essere scoperti dalle forze dell'ordine.
I primi tentativi, condotti tramite radio, furono infruttuosi: da un lato la FM aveva poche frequenze libere e il segnale non riusciva a coprire quello delle stazioni regolari, dall'altro la AM, meno utilizzata, era per questo motivo ormai poco ascoltata. In aggiunta era difficile portare il trasmettitore ad un'altezza tale da irradiare le onde su un'area sufficientemente vasta: dopo aver provato attaccando l'antenna a palloni gonfiati ad elio, si ripiegò su bracci telescopici e/o al fissaggio della strumentazione su alberi.
Vedendo la scarsa riuscita di tali tentativi, uno degli attivisti propose di tentare l'interferenza sulle frequenze televisive, "inserendosi" sull'audio di un'emittente. Allo scopo venne messa a punto un'apparecchiatura: a un'autoradio opportunamente modificata venivano collegati l'antenna (da installarsi coi metodi sopra descritti in un luogo sufficientemente esposto), alcune batterie e un timer che a una determinata ora facesse partire l'audiocassetta inserita nel lettore. In tal modo alle ore 20:00 del 17 marzo 1997, mentre su Raiuno andava in onda il TG1, in una zona compresa tra Veneto meridionale e Romagna il segnale audio della rete (non quello video, che proseguì normalmente) venne coperto per diversi minuti da un messaggio che arringava il popolo veneto a sollevarsi contro lo Stato italiano .
Nei mesi successivi si susseguirono una decina di altre "intromissioni" di analogo genere (sempre sul segnale di Raiuno, in fasce orarie d'ascolto elevato) in altre zone più o meno estese della regione (soprattutto attorno a Treviso, Verona e altri centri abitati), che godettero di sempre più vasta eco sui mass media italiani ed esteri. Inoltre, al fine di ostacolare i tentativi di triangolare la posizione delle trasmittenti (le forze dell'ordine avevano infatti piazzato dei radiogoniometri presso diverse antenne RAI e piantonavano costantemente Palazzo Labia, sede veneziana della radiotelevisione pubblica), gli attivisti iniziarono a irradiare simultaneamente i messaggi da due distinte postazioni mobili, installate l'una nel bellunese e l'altra nel veronese, che venivano regolarmente spostate per disorientare gli inquirenti.

## Occupazione di Piazza San Marco
L'8 maggio 1997, quasi in concomitanza con il bicentenario della già citata caduta della Repubblica di Venezia, i Serenissimi decisero di tentare un'azione ancor più eclatante.
Partiti dal Padovano con un camper rubato e un camion con a bordo il "Tanko", i nove attivisti giunsero poco dopo mezzanotte all'imbarcadero del Tronchetto, ove salirono a bordo del traghetto di linea dell'ACTV diretto al Lido di Venezia. Alcuni di loro, vestiti con tute mimetiche e armati di un mitra Beretta MAB 38 (residuato bellico della Seconda guerra mondiale, ma funzionante) raggiunsero la cabina di comando e intimarono al comandante di dirottare la motozattera su piazza San Marco.
Una volta sbarcati nella piazza, alcuni dei partecipanti all'azione l'occuparono simulando di tenerla sotto tiro con l'"autoblindo" (peraltro privo di qualsiasi armamento), mentre il resto del gruppo abbatté la porta e salì in cima al campanile di San Marco. Giunti nella cella campanaria, vi issarono la bandiera con il leone alato, simbolo della Repubblica di Venezia, gesto dimostrativo che fu poi dichiarato dagli interessati essere il vero obiettivo della loro azione.
Secondo quanto accertato in seguito, l'intenzione degli occupanti del campanile sarebbe stata quella di tenere tale posizione sino al 12 maggio, bicentenario dell'abdicazione del Maggior Consiglio della Repubblica veneta e del doge Ludovico Manin alle truppe francesi; allo scopo s'erano dotati anche di viveri. Gli uomini sul campanile provvidero altresì ad installarvi un radiotrasmettitore finalizzato (per loro stessa dichiarazione) ad irradiare su Raiuno ulteriori messaggi legati alla loro protesta: ciò chiarì definitivamente la comune mano che si celava sia dietro all'occupazione, sia alle trasmissioni pirata (che vennero altresì replicate durante l'occupazione).
I "ribelli" comunicarono alle autorità, che nel frattempo avevano isolato e interdetto al pubblico la piazza, che avrebbero iniziato a trattare non appena fosse giunto un loro rappresentante.
La notte stessa il sindaco di Venezia, Massimo Cacciari, andò a parlare con loro, chiedendogli quali fossero le loro richieste e invitandoli invano a desistere dall'occupazione.
Al mattino del 9 alle ore 8.15, su ordine del prefetto, uomini del GIS dei Carabinieri tra questi uno dei fondatori, il Comandante Alfa, diedero inizio allo sgombero. Un gruppo di militari occupò la piazza arrestandovi alcuni occupanti, un altro gruppo scalò il campanile usando delle impalcature poste all'esterno del monumento mentre altri penetrarono all'interno. Nel giro di pochi minuti i carabinieri arrestarono tutti i partecipanti all'azione.

### Persone coinvolte
Il gruppo dei Serenissimi era composto da:
- Gilberto Buson
- Cristian Contin
- Flavio Contin
- Antonio Barison
- Luca Peroni
- Moreno Menini
- Fausto Faccia
- Andrea Viviani
- Giuseppe "Bepin" Segato
- Luigi Faccia

Questi ultimi due non hanno partecipato materialmente all'occupazione della piazza ma erano tra gli ideatori. Inoltre, Giuseppe Segato, noto come "Bepin", avrebbe ricoperto il ruolo di mediatore in eventuali trattative con il Governo italiano, allora presieduto da Romano Prodi.

## Motivazioni dei Serenissimi
Le motivazioni all'inizio non furono chiare e solo la conoscenza dei personaggi che l'attuarono portarono a definire meglio l'ambiente in cui si progettò l'evento.
Sembra che queste persone, pur non svolgendo un'attività politica in senso proprio, avessero nostalgia per i tempi della Repubblica di Venezia, cancellata manu militari da Napoleone Bonaparte e ne auspicassero la restaurazione. Sostenevano di aver fatto delle ricerche storiche e scoperto elementi che, a loro parere, invalidavano l'atto di Napoleone del 1797, l'accettazione dell'atto da parte del Maggior Consiglio e anche il plebiscito di ratifica dell'annessione al Regno italiano del 1866. Secondo i Serenissimi l'atto di Napoleone era illegittimo in quanto effettuato contro uno Stato neutrale e non perfezionato dal "Maggior Consiglio", che avrebbe deliberato in mancanza del numero legale; il plebiscito del Veneto del 1866, invece, sarebbe stato caratterizzato da brogli e violazioni degli accordi internazionali sottoscritti durante l'armistizio di Cormons e il trattato di Vienna.

## Aspetti politici della manifestazione
All'epoca ci fu il sospetto iniziale che l'ispirazione del gesto fosse venuta dalla Lega Nord o da ambienti contigui. Il leader della Lega Nord Umberto Bossi smentì immediatamente adombrando il sospetto di un tentativo di coinvolgimento da parte dei servizi segreti italiani, con lo scopo probabile di impedire la imminente proclamazione della Padania. Smentirono anche gli altri movimenti autonomisti.
Nonostante ciò, in Veneto e anche altrove nell'Italia settentrionale, molti presero sul serio l'iniziativa, cominciando a organizzare raccolte di firme e denaro per le famiglie dei manifestanti.
Col trascorrere delle ore si capì, tuttavia, che si trattava di una manifestazione dimostrativa.

## Processo e condanne
A seguito delle indagini volte a svelare la pianificazione del gesto eversivo, fu istruito un processo. Tra i capi di accusa ipotizzati vi erano:
- attentato contro l'unità dello Stato;
- banda armata;
- interruzione di pubblico servizio, per le interruzioni delle trasmissioni televisive effettuate in precedenza alla manifestazione veneziana.

Nel maggio 2006 vi sono stati altri rinvii a giudizio per altri reati connessi agli stessi fatti.
Il processo ai Serenissimi si concluse con patteggiamenti, condanne e alcune assoluzioni per i reati più gravi.
- Luigi Faccia: condanna a 4 anni e 9 mesi di reclusione per la manifestazione veneziana (scontati 3 e mezzo ed affidato ai servizi sociali) oltre ad una condanna a 6 mesi di reclusione per associazione sovversiva da parte del Tribunale di Verona, 5 anni e 3 mesi complessivi. Non aveva partecipato alla manifestazione, ma fu identificato come uno degli organizzatori dell'operazione e sedicente presidente del Veneto Serenissimo Governo.
- Giuseppe Segato: condanna a 3 anni e 7 mesi di reclusione per il reato di eversione. Non aveva partecipato all'azione, ma fu identificato come "l'ambasciatore veneto" aspettato quella notte e come l'ideologo del gruppo. Gravemente ammalatosi durante la prigionia, morirà il 26 marzo 2006, poco dopo la scarcerazione.

La Corte di cassazione infine, con sentenza della VI sezione penale n. 26151 del 16 marzo 2011 (depositata il 5 luglio 2011) ha assolto tre membri del gruppo (Gilberto Buson, Cristian Contin e Flavio Contin) dalle accuse più gravi di costituzione di banda armata e di associazione sovversiva per finalità di terrorismo e di eversione dell'ordine democratico, in quanto l'organizzazione, che pur perseguiva un programma eversivo ipotizzando atti di violenza, fu ritenuta strutturalmente inidonea a raggiungere lo scopo per mancanza di strumenti.
Una prima domanda di grazia per Luigi Faccia fu presentata dalla moglie nel dicembre 1999, ma nel 2000 l'allora ministro della giustizia Piero Fassino, ne bloccò l'iter. Una volta cambiato titolare del dicastero, intervenne una nuova domanda. Il ministro leghista Roberto Castelli dichiarò che «Faccia non ha fatto male a nessuno», e tuttavia la grazia, che è competenza esclusiva del Presidente della Repubblica, non gli fu concessa.
Durante la detenzione i Serenissimi ricevettero numerose lettere di solidarietà; alcune sono raccolte nel libro Ti con nu, nu con Ti.

## Nella cultura di massa
L'occupazione dei Serenissimi è stata rivisitata nel manga giapponese Gunslinger Girl. Nel corso della storia, un gruppo di separatisti veneti si impossessa del campanile issando una bandiera della Serenissima per risvegliare l'orgoglio cittadino e intimando al governo, dietro la minaccia di una bomba, di concedere entro il tramonto la liberazione di alcuni compagni incarcerati. I terroristi vengono tuttavia uccisi dagli sforzi congiunti del GIS e dell'Ente per il Benessere Sociale, seppure al prezzo di gravi perdite.